# Lucius Lepidius Proculus
Lucius Lepidius Proculus (vollständige Namensform Lucius Lepidius Luci filius Aniensis Proculus) war ein im 1. Jahrhundert n. Chr. lebender Angehöriger der römischen Armee. Durch zwei Inschriften, die in Ariminum gefunden wurden, ist seine militärische Laufbahn bekannt.
Proculus diente zunächst als Soldat in der Legio V Macedonica, die ihr Hauptlager in Oescus in der Provinz Moesia hatte. In dieser Legion wurde er zum Centurio befördert. Danach diente er als Centurio in zwei weiteren Legionen (in dieser Reihenfolge): in der Legio VI Victrix und in der Legio XV Apollinaris. Er erhielt im Jüdischen Krieg von Vespasian folgende militärische Auszeichnungen: Torques, Armillae, Phalerae und eine Corona vallaris. Als letzte Stufe in seiner Karriere erreichte er noch den Rang eines Primus Pilus in der Legio XIII Gemina.
Proculus war in der Tribus Aniensis eingeschrieben und stammte wahrscheinlich aus Ariminum. Die beiden Inschriften wurden von den salinatores aus der Civitas der Menapier bzw. der Moriner wegen seiner Verdienste (ob merita eius) gestiftet. Seine Tochter Septimina übernahm die Ausführung der Stiftung.
Die Inschriften werden bei der EDCS auf 71/100 datiert. James Robert Summerly datiert die Dienstzeit von Proculus in der Legio V Macedonica auf einen Zeitraum von 54 bis 69.